# Zhou Yafei
Zhou Yafei (Qingdao, 17 januari 1984) is een Chinese zwemster die haar vaderland vertegenwoordigde op de Olympische Zomerspelen 2004 in Athene, Griekenland en de Olympische Zomerspelen 2008 in Peking, China.

## Zwemcarrière
Zhou maakte haar internationale debuut op de Pan Pacific kampioenschappen zwemmen 2002 in Yokohama, Japan. Op de WK zwemmen 2003 sleepte ze de bronzen medaille in de wacht op de 200 meter wisselslag, op de 50 meter vlinderslag werd ze vierde en op de 100 meter vlinderslag vijfde. Op de 4x100 meter wisselslag veroverde ze samen met Zhan Shu, Luo Xuejuan en Yang Yu de wereldtitel. Op de 4x200 meter vrije slag werd ze derde, samen met Xu Yanwei, Pang Jiaying en Yang Yu. Op de Olympische Zomerspelen van 2004 strandde de Chinese in de halve finales van zowel de 100 meter vlinderslag als de 200 meter wisselslag. Op de 4x100 meter wisselslag eindigde ze samen met Chen Xiujun, Luo Xuejuan en Zhu Yingwen als vierde. Twee maanden na de Spelen nam Zhou deel aan de WK kortebaan 2004 in Indianapolis, Verenigde Staten, op de 50 meter vlinderslag eindigde ze als zevende en op de 100 meter wisselslag werd ze uitgeschakeld in de halve finales. Samen met Gao Chang, Qi Hui en Zhu Yingwen eindigde ze als vierde op de 4x100 meter wisselslag.

### 2005-2008
Op de WK zwemmen 2005 in Montreal, Canada eindigde Zhou als achtste op de 100 meter vlinderslag, op de 50 meter vlinderslag en de 200 meter wisselslag strandde ze in de halve finales. Met Zhu Yingwen, Pang Jiaying en Yang Yu veroverde ze de bronzen medaille op de 4x200 meter vrije slag, op de 4x100 meter wisselslag eindigde de Chinese als vierde, Chen Yanyan, Luo Xuejuan en Zhu Yingwen waren haar ploeggenoten. In Shanghai nam Zhou deel aan de WK kortebaan 2006, daar eindigde ze als vijfde op de 100 meter vlinderslag en als achtste op de 50 meter vlinderslag. Op de 4x100 meter wisselslag sleepte ze samen met Gao Chang, Luo Nan en Xu Yanwei de bronzen medaille in de wacht. Op de WK zwemmen 2007 werd Zhou zevende op de 100 meter vlinderslag en achtste op de 50 meter vlinderslag. Op de 4x100 meter wisselslag veroverde ze de bronzen medaille, dit deed ze samen met Xu Tianlongzi, Luo Nan en Xu Yanwei. Tijdens de Olympische Zomerspelen van 2008 eindigde de Chinese als vierde op de 100 meter vlinderslag. Daarnaast was ze lid van de Chinese ploeg die het brons in de wacht sleepte op de 4x100 meter wisselslag, Zhao Jing, Sun Ye en Pang Jiaying waren haar ploeggenoten.